# Щебетовка
Щебето́вка (до 1945 року — Оту́з; крим. Otuz) — селище в Україні, у складі Феодосійського району Автономної Республіки Крим, центр селищної ради. Розташований на південно-східному узбережжі Криму. Найближча залізнична станція в м. Феодосія. Транспортне сполучення: Алушта — Керч, Судак — Сімферополь. Разом з селищем Курортне (або Нижній Отуз), що розташоване на березі моря, складає єдиний курортний комплекс.

## Історія
Територія, на якій розташоване селище, була заселена з давніх часів. В околицях Щебетовки виявлено пам'ятки неоліту, бронзи (долина Чалки). На території сільради розташовані рештки середньовічної фортеці та візантійської церкви. Знайдені тут могильні плити датуються XIV—XVI ст. Вперше селище під назвою Отузи згадується в літописах в 1461 році.
Отуз — кримсько-татарською тридцять, — рівно стільки тут залишилося дворів після переселення більш давніх мешканців греків та вірменів до північного приазов'я (нинішню Донеччину) та низин Дону.
Станом на 1886 у селі Таракташської волості Феодосійського повіту Таврійської губернії мешкало 676 осіб, налічувалось 183 дворових господарств, існували 2 мечеті та 4 лавки.

## Економіка
Основне підприємство селища — виноградарський радгосп-завод «Коктебель».

## Соціальна сфера
У Щебетовці — 1 загальноосвітня школа, 1 дитяча дошкільна установа; лікарня, поліклініка; Будинок культури; мечеть; відділення одного банку.

## Пам'ятки
На території Щебетовки розташований природний заповідник, який включає весь Карадагський масив. Біля підніжжя Карадагу, в селищі Курортне, посеред затишного парку, знаходиться відома Карадазька біостанція. Вона створена 1907 року, зараз тут розміщується філія Інституту біології південних морів Національної Академії наук України та дельфінарій.
Тут полюбляв бувати російський письменник Грибоєдов. Так він пише своєму другу Бєгічеву: «Наймиловидніша смуга цієї частини Криму, як на мене, Отузи. Сюди я приїжджав верхи пізно вночі при місячному сяйві».

## Особистості
В селищі народилась Бринцева Марія Олександрівна — двічі Герой Соціалістичної Праці.

## Нотатки
1. ↑  Статистичний збірник «Чисельність наявного населення України» на 1 січня 2015 року (PDF, XLS)
2. ↑  У деяких історичних документах вживається також форма Отузи.
3. ↑  Волости и важнѣйшія селенія Европейской Россіи. По данным обслѣдованія, произведеннаго статистическими учрежденіями Министерства Внутренних Дѣл, по порученію Статистическаго Совѣта. Изданіе Центральнаго Статистическаго Комитета. Выпуск VIII. Губерніи Новороссійской группы. СанктПетербургъ. 1886. — VI + 157 с. (рос. дореф.)